# Секель, Матьяж
Матьяж Секель (словен. Matjaž Sekelj; род. 9 декабря 1960, Любляна) — югославский хоккеист и словенский хоккейный тренер, нападающий.

## Биография
Отец Матьяжа Секеля работал на хоккейной арене Тиволи Холл в Любляне и занимался заливкой льда, он же был сотрудником комитета по подготовке Сараево к зимней Олимпиаде 1984 года. Благодаря работе отца Матьяж увлёкся зимним спортом: в четыре года встал на коньки и занялся хоккеем. По словам Матьяжа, его талант помог ему пробиться в высшие эшелоны югославского хоккея: тогда его кумирами были Руди Хити, Албин Фелц и Тони Гале.
За шесть сезонов в составе люблянской «Олимпии» Секель четырежды становился чемпионом Югославии и в это же время впервые выступил за сборную Югославии. Он играл на зимней Олимпиаде 1984 года в Сараево, забросив две шайбы в ворота сборной Италии (победа 5:1). Ему, как и многим другим югославским игрокам, поступали предложения из Италии, также их пытался переманить клуб «Акрони Есенице». По словам Секеля, финансовая ситуация с клубами Любляны была достаточно тяжёлой, а игрокам некоторое время не платили зарплату: в последнем чемпионском матче выступали всего 14 игроков клуба. Однако выбор пал на «Црвену звезду», куда он перешёл в 1985 году вместе с одноклубником Йоже Ковачем. Тогда президент клуба Момчило «Моша» Атанасиевич заявил, что сделает всё, чтобы попытаться прервать гегемонию словенских команд в чемпионате Югославии, и в рамках этой акции пригласил несколько звёзд, среди которых были американцы Рик Уильямс, Майк Кроули и канадец югославского происхождения Ник Пашич.
Атмосфера на каждом матче в белградском дворце спорта «Пионер», по словам Секеля, была великолепной, а в Словении впервые осознали, что их позиции в югославском хоккее могут пошатнуться в любой момент. По его словам, от обилия звёзд в команде и блестящей игры даже самые опытные игроки могли «потерять голову» и впасть в некий транс. Секель был участником ряда важнейших побед клуба, хотя происходили порой и курьёзные случаи: так, однажды команда пришла во дворец спорта в пятницу, забыв, что там проводятся соревнования по конькобежному спорту и что игра состоится в субботу.
В финале сезона 1984/1985 «Црвена звезда» играла против «Есенице»: белградский клуб победил в регулярном чемпионате, в розыгрыше мест с первого по четвёртое «красно-белые» заняли 2-е место, но в финале до трёх побед проиграли все три матча и не сумели взять чемпионский титул. По словам Секеля, тогда команда понесла несколько серьёзных потерь и из-за усталости не могла играть в полную силу. После Секель отыграл три сезона за «Олимпию» и три за «Медвешчак», а вскоре завершил карьеру после последнего сезона чемпионата Югославии. В течение 25 лет он работал техническим директором люблянской «Олимпии», в 2001—2003 годах — главный тренер сборной Словении (в 2002 году команда поднялась на 13-е место, что считается высшим достижением). «Олимпию» покинул в мае 2015 года. Введён в Словенский хоккейный зал славы в 2007 году.